# Mój brat Kain
Mój brat Kain – amerykański thriller z 1992 roku.

## Główne role
- John Lithgow jako Carter/Cain/doktor Nix/Josh/Margo
- Lolita Davidovich jako Ruby
- Frances Sternhagen jako dr Waldheim
- Steven Bauer jako Jack Dante
- Tom Bower jako sierżant Cally
- Gregg Henry jako porucznik Terri